# Fano Adriano
Fano Adriano ist eine Gemeinde mit 262 Einwohnern und liegt in der Nähe von Pietracamela und Montorio al Vomano in der italienischen Provinz Teramo. Das Territorium der Gemeinde liegt innerhalb der Grenzen des Nationalparks Gran Sasso und Monti della Laga. Die Ortschaft ist Mitglied der Comunità Montana Gran Sasso.

## Geographie

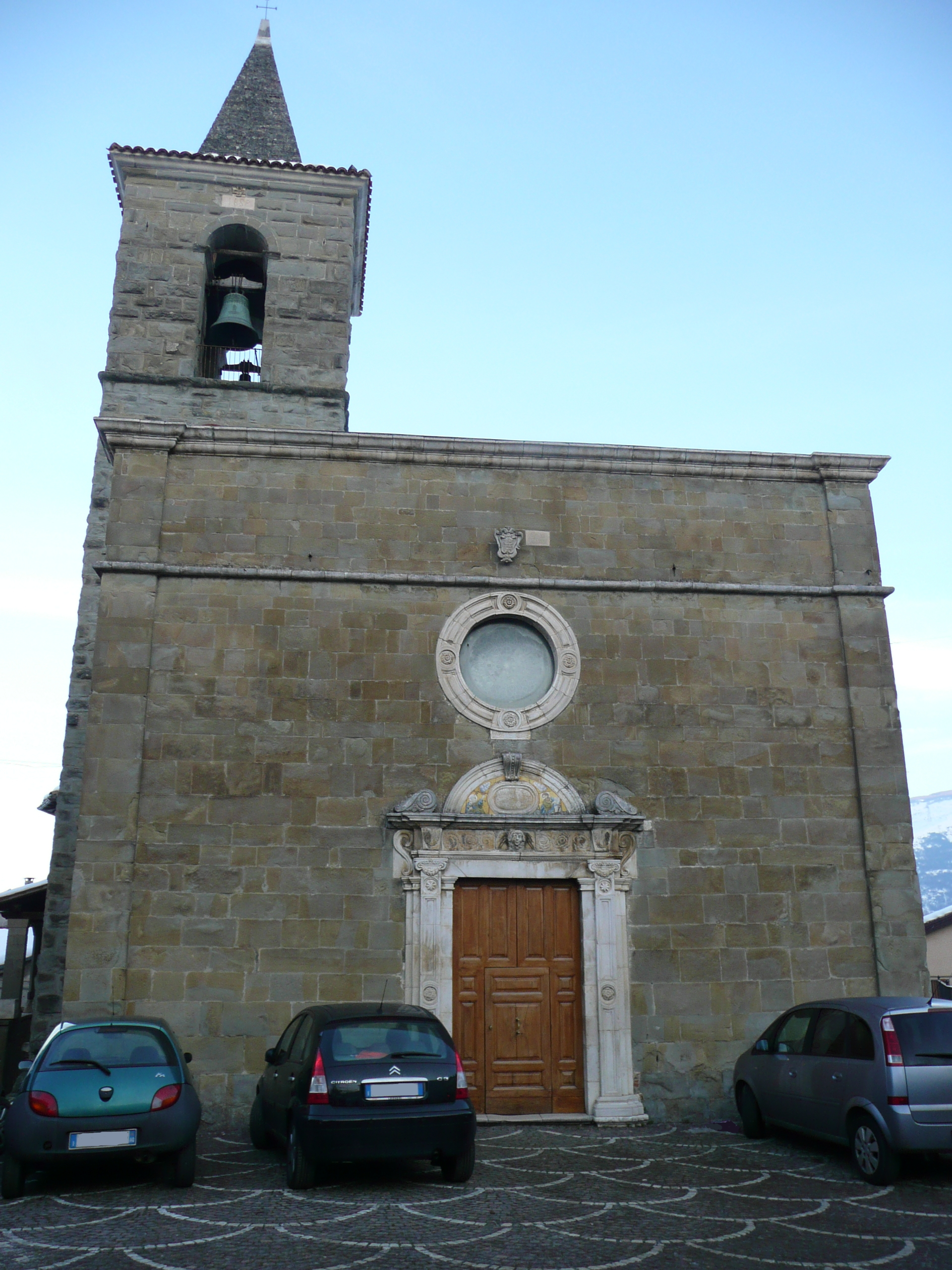
Die Kirche Santi Pietro e Paolo in Fano Adriano

Zu den Ortsteilen (Fraktionen) zählt Cerqueto.
Die Nachbargemeinden sind: Crognaleto, Isola del Gran Sasso d’Italia, L’Aquila, Montorio al Vomano, Pietracamela und Tossicia.
Die Gemeinde liegt etwa 28 km vom Hauptort der Provinz, der Stadt Teramo entfernt.

## Geschichte
Der Name der Gemeinde stammt aus dem lateinischen Fanum Adriani, dessen Namen aus der Römerzeit stammt. Vermutlich wurde das Gebiet damals von verschiedenen Völkern besiedelt. Im 15. Jahrhundert wurde der Ort erstmals in mehreren Dokumenten erwähnt. Die Gemeinde befindet sich im Tal des Vomano, einem Fluss in den Abruzzen. Das Dorf hat einen mittelalterlichen Gebäudenstil und unterhält mehrere Kirchen aus dieser Zeit in der Region. Im ältesten Teil des Dorfes befindet sich die Pfarrkirche aus dem 16. Jahrhundert. Im Ortsteil Cerqueto steht die alte Kirche Sant’Egidio. Sie wurde mehrmals restauriert.